# 2005年新德里爆炸案
2005年新德里爆炸案是於10月29日在印度首都新德里發生的三次爆炸，造成至少61人死亡、188人受傷，當中包括外籍人士。爆炸發生當天僅離印度教和錫克教節慶排燈節兩天，也僅離伊斯蘭節慶開齋節一週。三起爆炸分別發生於新德里市中心、南部及新德里以南高维普里區的一輛公共汽車上。印度總理曼莫漢·辛格將事件歸咎於恐怖份子。据印度报业托拉斯报道，印控克什米尔地区一自称为“英吉拉布”（革命）的武装组织10月30日宣称对爆炸事件负责，目的是报复印度安全部队在印控克什米尔地区采取的措施。

## 爆炸時序
IST為印度標準時間是UTC +5.5。
- 第一次爆炸大概發生於下午5:30(IST)，地點為新德里火車站附近的帕哈拉甘市集。
- 約半小時之後，即下午6:05(IST)發生第二次爆炸，地點為新德里南部繁忙的萨罗吉尼市场。当时爆炸引起了许多市场摊贩使用的煤气罐爆炸。在爆炸现场，至少发现37名遇难者尸体。
- 同时，位于新德里东南部工业区高维普里内的一辆公交车也发生爆炸事件。据警方称，司机及时将爆炸装置扔出车外，避免了大量伤亡。

## 傷亡
印度警方说，遇难人数最多的地点是萨罗吉尼，共有43人死亡。另外帕哈加尼有18人死亡。警方还称有188人在连环爆炸中受伤。

## 各界反應

### 国内
| 新德里爆炸案傷亡 |      |      |                                  |
| 地點             | 死亡 | 受傷 | 來源                             |
| 帕哈拉甘爆炸     | 18   | 60   | （Rediff）（页面存档备份，存于） |
| 薩羅吉尼市場爆炸 | 43   | 28   | （Rediff）（页面存档备份，存于） |
| 高維普里爆炸     | 0    | 4    | （Rediff）（页面存档备份，存于） |
| 總計             | 61   | 92   |                                  |

印度總統阿卜杜爾·卡拉姆於當日譴責新德里爆炸襲擊，並向死者致哀。卡拉姆呼籲民眾保持冷靜，並向救援組織提供協助。
新德里最高行政長官Sheila Dikshit當晚呼籲民眾留在室內，避免前往人多的地方。

### 国际
英國、美國、巴基斯坦、歐盟、孟加拉國、馬爾代夫、南非共同強烈譴責爆炸案。（页面存档备份，存于）
- 联合国秘书长科菲·安南当日发表声明，强烈谴责系列恐怖爆炸袭击事件，并要求印度政府迅速将行凶者绳之以法。联合国安理会10月31日通过主席声明，强烈谴责恐怖袭击事件，并重申安理会决心打击一切形式的恐怖主义。
- 中华人民共和国主席胡锦涛10月30日向卡拉姆总统致慰问电，代表中国政府和人民，并以个人名义，向印度政府和人民、遇难者亲属和受伤人员表示诚挚慰问，对不幸遇难者表示深切哀悼。
- 马来西亚首相阿都拉·巴达威10月30日发表声明，强烈谴责爆炸袭击事件，并对受害者家属表示深切同情。
- 菲律宾总统格洛丽亚·马卡帕加尔-阿罗约10月30日发表声明，对新德里发生的恐怖袭击事件予以谴责，对受害者家属表示慰问。

## 聯絡
- 新德里警方 - 100
- 新德里交通協助熱線 - 23378888
- Hardinge夫人醫院（Lady Hardinge Hospital）- 23343984

## 侦破
印度新德里警方10月30日宣布，他们已经逮捕了22名与连环爆炸案有关的嫌疑人。印度警方同日公布爆炸事件嫌疑人的画像，该嫌疑人是一名亚洲男子。警方还宣布悬赏十万卢比，给能提供把施袭者缉拿归案的线索者。11月3日，印度警方在新德里东部逮捕一名叫纳瓦布的疑犯。11月9日，印度军方一名发言人说，一名在押的克什米尔武装分子承认参与了爆炸事件，曾将一枚炸弹放置在帕哈甘吉市场内。（页面存档备份，存于）11月13日，新德里警方称，一名关键策划者32岁的塔里克·艾哈迈德·达尔落网，他与伊斯兰武装组织拉什卡民兵组织关系密切。（页面存档备份，存于）11月15日，《印度斯坦时报》报道，塔里克·艾哈迈德·达尔已经认罪，并招出4名在逃的同谋。（页面存档备份，存于）

## 外部連結
- 新德里電視台報導（NDTv）（页面存档备份，存于）
- CNN報導 （CNN）（页面存档备份，存于）
- 印度首都发生连环爆炸（页面存档备份，存于）　新浪网专题